# Thinking Rabbit
Thinking Rabbit était une entreprise de jeux vidéo basé à Takarazuka au Japon, et sont les éditeurs originaux de Sokoban. 

## Liste des jeux (partielle)
- Maten Densetsu: Senritsu no Ooparts (1995, SNES)
- 8 Eyes (1988,  Famicom)